# Brachypogon proprius
Brachypogon proprius är en tvåvingeart som beskrevs av Anurup Kumar Sarkar och Dasgupta 2006. Brachypogon proprius ingår i släktet Brachypogon och familjen svidknott. Inga underarter finns listade i Catalogue of Life.